# Jean Cotton
Pour les articles homonymes, voir Cotton.
Jean Cotton est un poète français né le 21 octobre 1800 à Caluire, où il est mort le 24 septembre 1866. Joyeux compagnon, il animait les réunions de jardiniers, les comices agricoles, les repas de battage ou de vendanges en faisant rire son auditoire. Il est connu pour avoir écrit bon nombre de ses poèmes et chansons en dialecte lyonnais caluirard.

## Œuvres
- Chansons en patois de Caluire, par Jean Cotton, traduction de Anne-Marie Vurpas,  (ISBN 978-2-907410-48-9)